# Rio Torne
O rio Torne (em sueco:  Torne älv ou Torneälven; em lapão setentrional: Duortnoseatnu; em finlandês:  Tornionjoki; em meänkieli: Tornionväylä) é um rio do norte da Suécia e Finlândia que desagua no golfo de Bótnia, perto de Haparanda. Tem um comprimento aproximado de 510 km e drena uma bacia de 40 147 km², sendo 25 393 km² na Suécia, 14 266 km² na Finlândia e 498 km² na Noruega.

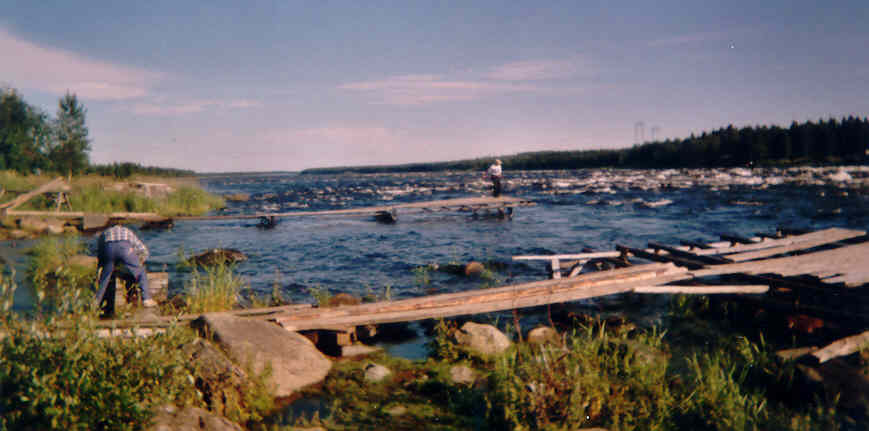
Kukkolaforsen i Torneälven

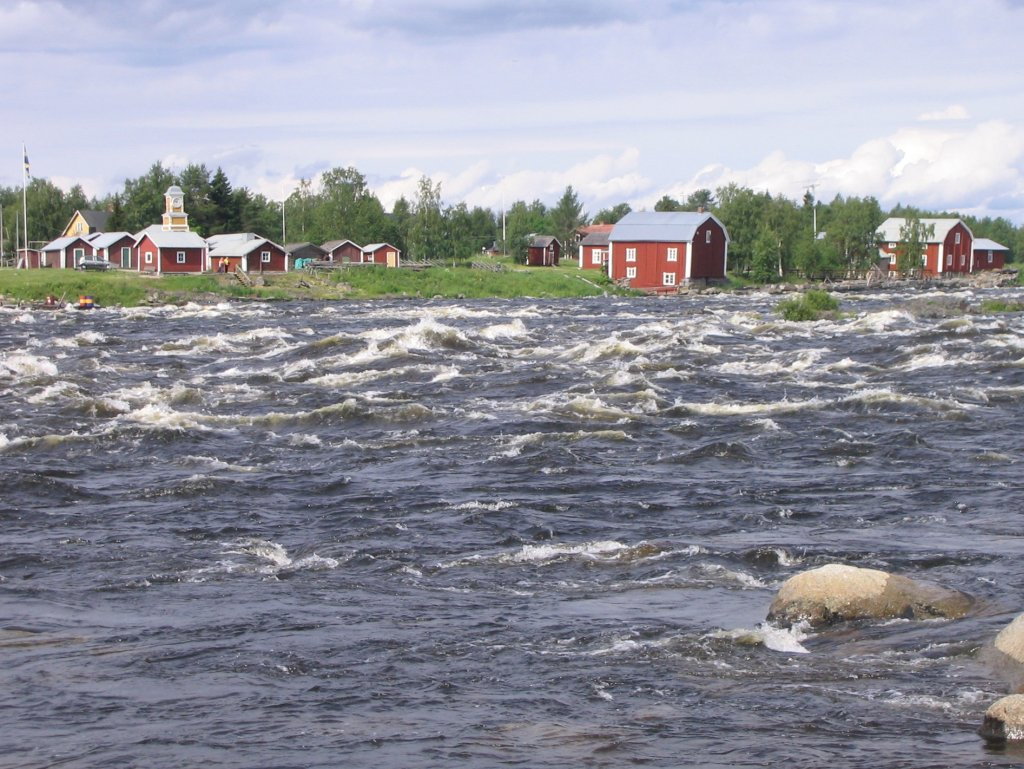
O rio Torne perto de Tornio

O Torne nasce no Lago Torne, o maior da Lapónia sueca, perto da fronteira com a Noruega. Flui na direção sudoeste até à altura da cidade de Pajala, onde forma a fronteira com a Finlândia. É o rio mais caudaloso e longo do condado de Norrbotten. É um dos quatro grandes rios selvagens - sem barragens hidro-elétricas - da região da Norlândia.
O seu principal afluente é o rio Lainio (266 km). Tornedalen (em finlandês:  Tornionlaakso) é o nome da região por onde corre o rio Torne.
O gelo do rio Torne é usado durante o inverno em Jukkasjärvi, no norte da Suécia, para construir um hotel de gelo
. 
Os blocos de gelo deste rio de águas límpidas também são exportados a nível mundial e utilizados em vários eventos, especialmente em bares de gelo e vodka em várias cidades europeias e em Xangai e Tóquio.